# Portrait of a Dying Heart
Portrait of a Dying Heart è il settimo album discografico dei Secret Sphere pubblicato dalla Sleaszy Rider Records nel 2012. L'album fu considerato da Metal Hammer come uno dei migliori 10 dischi di heavy metal italiano del decennio.

## Tracce
Testi e musiche di David Meltzer.
1. Portrait Of A Dying Heart – 6:00
2. X – 5:12
3. Wish & Steadiness – 5:37
4. Union – 4:12
5. The Fall – 5:10
6. Healing – 4:29
7. Lie To Me – 3:50
8. Secrets Fear – 5:57
9. The Rising Of Love – 4:28
10. Eternity – 6:01